# 陶陶酒

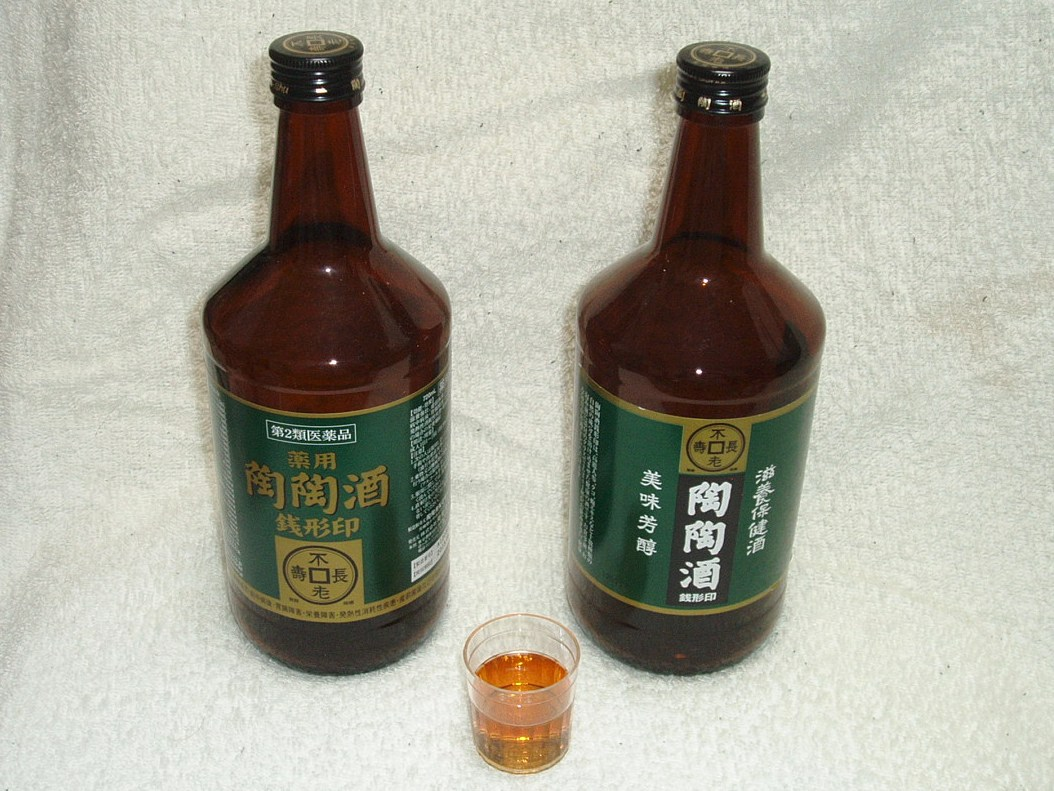
辛口（銭形印）： 薬用酒（左）と薬味酒（右）

陶陶酒（とうとうしゅ）は、陶陶酒製造株式会社で製造され、株式会社陶陶酒本舗で販売されている薬用酒および薬味酒である。

## 歴史
元禄3年（1690年）、江戸の末広町（秋葉原）で薬種店として始まった。店頭の松の木から「松の木目印」の店として知られ、漢方薬とマムシの黒焼きで、江戸中の評判になっていた記録が残る。
太平洋戦争以前に家業を継いだ毬山利久の下、1942年（昭和17年）に「ネオ・タウリン」という滋養強壮薬を発売するが、アメリカ軍の空襲に遭い製造所を焼失。戦後、旧本社のあった東京都台東区にマムシ酒の科学的研究のため「東洋医学研究所」を設立。その後山形県の古澤酒造の協力で「陶陶酒」を開発。1965年（昭和40年）、蛇類の応用研究を目的として「陶陶酒蛇族研究所」を設立。同研究所は、1968年（昭和43年）には「財団法人 日本蛇族学術研究所」となった（ジャパンスネークセンター参照）。2012年（平成24年）7月現在、日本蛇族学術研究所の理事長は、陶陶酒本舗社長の毬山利一が務めている。

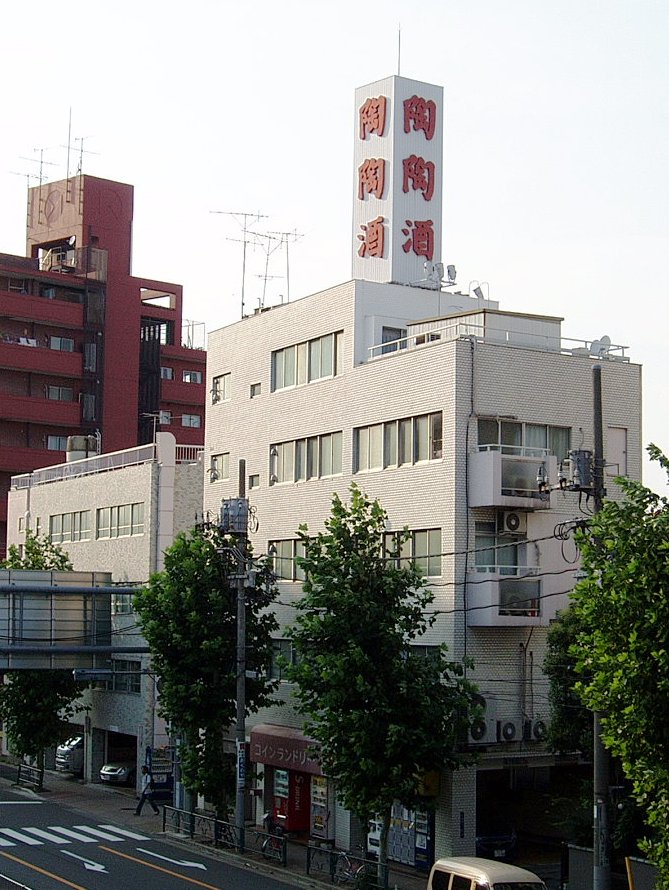
旧本社ビル（東京都台東区根岸2丁目）

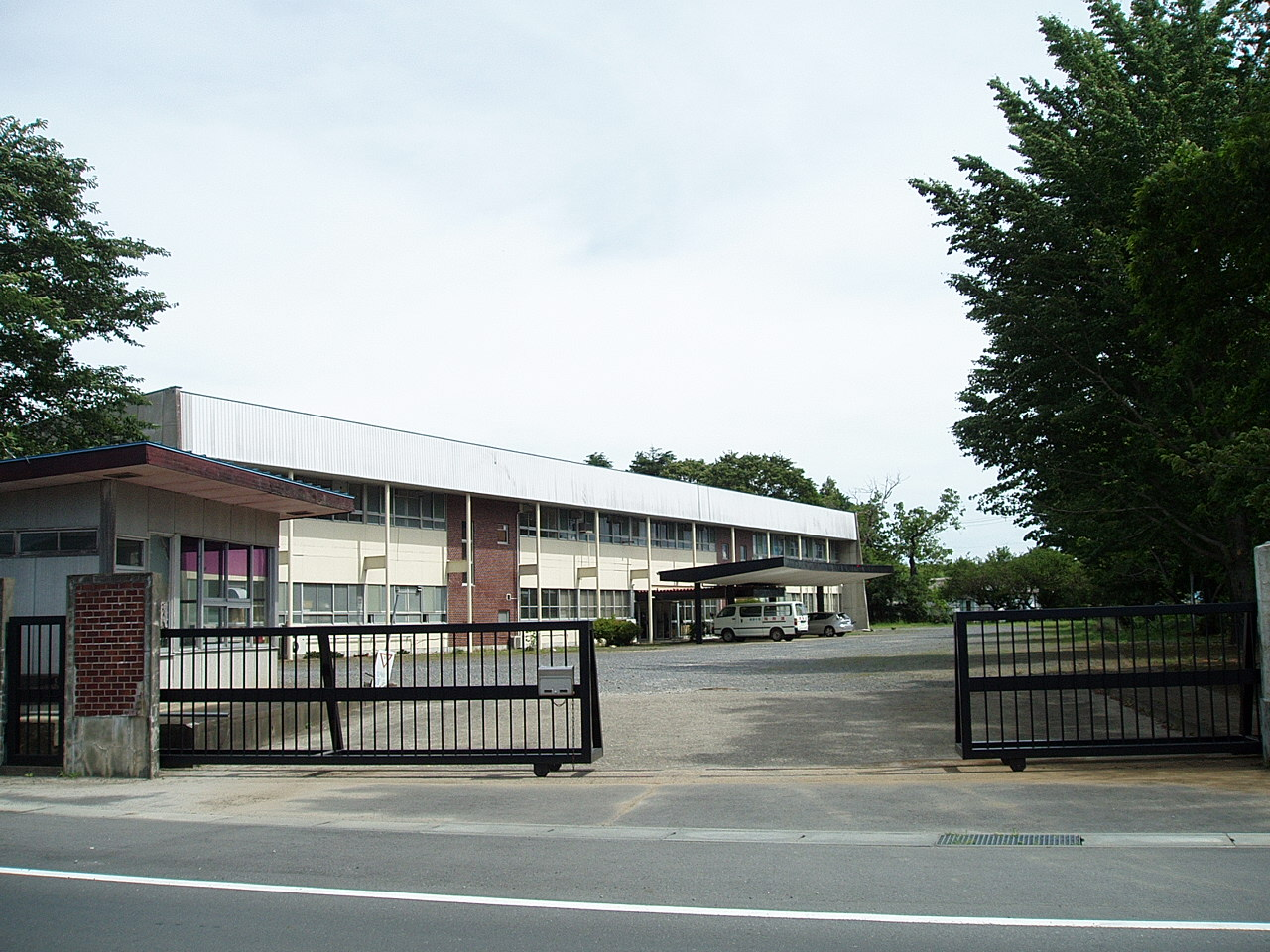
陶陶酒製造 千代田工場（茨城県かすみがうら市下稲吉）

2003年（平成15年）7月、陶陶酒本舗・陶陶酒製造の両社は民事再生法適用を申請。帝国データバンクの分析によれば、平成3年（1991年）以降、景気後退からゴルフ場などでの「陶陶酒」の販売が落ち込んでおり、コンビニエンスストアなどの販路開拓、「陶陶酒」以外の製品（イチョウ葉茶など）の販売拡大を図ったが、2002年（平成14年）から実施した店頭販売員による試飲会という施策は人件費増に見合った売上増につながらず、同時期に一部金融機関から取引を打ち切られたことも重なって、最終的に民事再生法申請に至った。若い世代へのブランド訴求に失敗し、売上減が続いていたにもかかわらず、社内合理化が遅れたことが倒産の原因、と結論付けられている。
現在は本社を東京都新宿区天神町に、工場を茨城県かすみがうら市下稲吉に置く。
陶陶酒本舗・陶陶酒製造では薬用酒の他、健康食品の製造・販売も行っている。

## 商品
健康酒・リキュール類である「陶陶酒（薬味陶陶酒）」と、第2類医薬品である「薬用陶陶酒」の2種に大別される。ともに滋養強壮、基礎体力の増進を目的とした商品であることは共通しているが、使用原料に若干の違いがあり、薬用陶陶酒には医薬品でしか用いられない生薬原料（イカリソウなど）ほか、より機能性の高い成分が加えられている。
なお、薬用陶陶酒は現在生産中止となっている。
また、「陶陶酒」「薬用陶陶酒」ともにアルコール分の低い甘口の「銀印」、アルコール分の高い辛口の「銭形印」があるほか、「陶陶酒」には長期熟成した辛口の「特撰 陶陶酒オールド」、南米原産の薬用ハーブであるマカを加えた「マカ陶陶酒（甘口・辛口）」などのバリエーションがある。
酒類（薬味酒）扱いの銀印および銭形印はそれぞれ1000mlと720mlとがあり、前者は酒店向け、後者は主に量販店向けである。（直営店【後述】では両者を取り扱っている。）デルカップ（50ml）は甘口、辛口それぞれ銀印、銭形印の小分け品である。マカは720mlおよび200mlがそれぞれある。薬用【第2類医薬品】は銀印、銭形印がそれぞれ1000ml、720mlである。オールドは1000mlのみ設定されている。
- 甘口（銀印）- アルコール度数12% - 薬用【第2類医薬品】もあり
- 辛口（銭形印）- アルコール度数29% - 薬用【第2類医薬品】もあり
- 甘口（マカマイルド）- アルコール度数12%
- 辛口（マカストロング）- アルコール度数29%
- 辛口（オールド）- アルコール度数29%

なお、医薬品、医療機器等の品質、有効性及び安全性の確保等に関する法律の適用を受ける医薬品に該当する薬用（第2類医薬品）に分類される商品（薬局、薬店及びドラッグストア向け仕様で、いわゆる薬用陶陶酒）であっても、飲用後の運転は道路交通法違反にあたる恐れ があるので、車（オートバイ、自転車等の軽車両も含む）を運転する前には、飲用しないことが適当である。
このほか、20歳未満の者の服用については、アルコールが含有されているため、二十歳未満ノ者ノ飲酒ノ禁止ニ関スル法律のかねあいもあり、できないこととされている。

## 成分
甘口と辛口で成分が異なるが、共通するものは以下の通りである（薬用陶陶酒）。
- 反鼻（疲労回復、冷え性）
- マムシ蛋白分解物（抗活性酸素他）
- 桂皮（発汗、鎮痛、健胃）
- 人参（疲労回復、強精、代謝）
- 肉蓯蓉（強精、強壮、倦怠感）
- 枸杞子（肝腎疾患の改善）
- 胡荽子（抗風邪、健胃）
- イカリ草（強精、強壮）
- 甘草（胃潰瘍、鎮咳）

甘口のみの成分
- 五味子（鎮咳、下痢止）
- 紫蘇葉（鎮痛、鎮咳、去痰）

辛口のみの成分
- 茴香（胃腸運動亢進）
- 蛇床子（抗白せん菌、抗原虫作用）
- 大棗（鎮静、利尿、強壮）
- 莪朮（鎮静、生理不順の改善）
- 陳皮（健胃、鎮咳、去痰）

※甘口は虚証向き、辛口は実証向きの処方

## 販売
- 酒店のほか、デルカップ（50ml)というカップ入りのものがキヨスク、ゴルフ場およびコンビニエンスストアなどで販売されている。
- 全国の量販店においてもデルカップ(50ml)や720mlの大瓶で販売されている。
- 薬用【第2類医薬品】は薬局、薬店、ドラッグストアで販売されている。
- 何れの商品も陶陶酒本舗オンラインショップ「健康な暮らし」および陶陶酒本舗1階「陶陶酒ショップ」で購入可能である。
- オールドはジャパンスネークセンターのほか、陶陶酒本舗オンラインショップ「健康な暮らし」でも販売されている。